# Marketing mix
Conceptul de mix de marketing a fost introdus ca termen în anii ‘50 și i-a fost sugerat autorului său, Neil Borden, de un articol de marketing în care se arăta că specialistul în marketing trebuie să fie un „artist”, un „mixer de ingrediente” care uneori folosește rețete pregătite de alții, alteori pregătește singur rețetele proprii, uneori adaptează rețetele în funcție de ingredientele disponibile, iar alteori experimentează sau inventează ingrediente noi. Mixul de marketing sugerează deci ideea antrenării resurselor de marketing în combinații diferite, pentru a obține un răspuns maxim din partea pieței țintă.
În viziunea lui Philip Kotler elementele mixului de marketing sau <<cei patru P>> sunt : 

## Produsul
Produsul este definit prin calitate, caracteristici, aspect și ambalaj. Acesta reprezintă combinația de bunuri, servicii, idei pe care firma le oferă pieței. Deci, produsul în sensul mixului de marketing nu înseamnă doar un bun fizic. Realizarea fizică a produsului nu reprezintă o activitate de marketing. Totuși, specialiștii în marketing trebuie să studieze și dorințele consumatorilor pentru a se proiecta produse care să satisfacă aceste nevoi. Conceptul de produs mai cuprinde și aspecte privind marca, ambalarea, etichetarea, precum și serviciile post-vânzare.

## Plasamentul
Plasamentul, vizează canalele de distribuție, acoperire, sortimente, stocuri. Denumită și distribuție, plasarea reprezintă acele activități ale firmei care fac disponibil produsul clienților țintă. Pentru satisfacerea acestora, produsul trebuie să fie disponibil la momentul oportun, într-un loc convenabil și în cantitatea necesară. Prin urmare, specialiștii în marketing vor trebui să aleagă cea mai potrivită rețea de distribuție și să stabilească procedurile adecvate de control al stocurilor, transport, depozitare.

## Prețul
Prețul, vizează prețul de catalog, reduceri, facilități. Acesta reprezintă cantitatea de bani pe care trebuie să o plătească un client pentru obținerea produsului. Prețul este important pentru clienți întrucât aceștia sunt preocupați de valoarea pe care o obțin în schimbul banilor plătiți. Adesea, el este folosit ca un instrument competitiv, ducând deseori la așa numitele „războaie ale prețurilor”

## Promovarea
Promovarea, conține activitățile legate de promovarea vânzărilor, publicitate, relațiile publice, promovarea directă și forța de vânzare. Promovarea reprezintă activitatea ce comunică meritele produsului și convinge clientul să-l cumpere. Ea este folosită din motive variate. De exemplu, promovarea poate fi utilizată pentru creșterea conștientizării publicului privind o firmă, un produs nou, sau o marcă nouă. Totodată, este utilizată pentru a informa publicul privind caracteristicile produsului sau pentru stimularea adoptării unei poziții favorabile față de produs. Și mai poate fi utilizată pentru reînnoirea interesului pentru un produs a cărui popularitate este în declin.
Atunci când se combină două sau mai multe elemente promoționale se obține un mix promoțional („promotion mix”), denumit uneori și mix de comunicare. Mixul promoțional este conceput în funcție de obiectivele pe care firma le urmărește, de posibilitățile financiare de care firma dispune și de auditoriul căruia i se adresează. Principalele instrumente folosite în formarea unui mix promoțional sunt: reclama, promovarea vânzărilor, relațiile cu publicul și vânzarea personală.